# 一ツ葉高等学校
一ツ葉高等学校（ひとつばこうとうがっこう）は、熊本県上益城郡山都町にある私立の通信制高等学校。

## 概要
- 内閣府および文部科学省より「山都町潤い、文楽、そよ風でつづるまちづくり特区」の認定を受け2008年10月に開校した。

## キャンパス
- 代々木キャンパス
- 立川キャンパス
- 横浜キャンパス
- 千葉キャンパス
- 博多キャンパス
- 福岡西キャンパス
- 小倉キャンパス
- 熊本キャンパス
- 本校
- 大宮キャンパス(2022年開校)
- 名古屋キャンパス